# Beneath the Remains
Beneath the Remains je třetí studiové album brazilské thrashmetalové hudební skupiny Sepultura, které vyšlo 4. dubna 1989 u vydavatelství Roadrunner Records. Jedná se o jejich první album u velkého vydavatelství.

## Seznam skladeb
| Beneath the Remains | Beneath the Remains | Beneath the Remains                               | Beneath the Remains |
| Pořadí              | Název               | Autor                                             | Délka               |
| ------------------- | ------------------- | ------------------------------------------------- | ------------------- |
| 1.                  | Beneath the Remains | Max Cavalera, Andreas Kisser                      |                     |
| 2.                  | Inner Self          | Max Cavalera, Andreas Kisser                      |                     |
| 3.                  | Stronger Than Hate  | Max Cavalera, Andreas Kisser, text: Kelly Shaefer |                     |
| 4.                  | Mass Hypnosis       | Max Cavalera, Andreas Kisser                      |                     |
| 5.                  | Sarcastic Existence | Max Cavalera, Andreas Kisser                      |                     |
| 6.                  | Slaves of Pain      | Max Cavalera, Andreas Kisser                      |                     |
| 7.                  | Lobotomy            | Max Cavalera, Andreas Kisser                      |                     |
| 8.                  | Hungry              | Max Cavalera, Andreas Kisser                      |                     |
| 9.                  | Primitive Future    | Max Cavalera, Andreas Kisser                      |                     |
| Celková délka:      | Celková délka:      | Celková délka:                                    | 41:48               |

## Obsazení
- Max Cavalera – zpěv, kytara
- Andreas Kisser – kytara, basová kytara
- Paulo Jr. – basová kytara (je uveden, ale baskytaru nahrál Andreas Kisser)
- Igor Cavalera – bicí, perkuse